# 苗永淼
苗永淼（1924年11月7日—），男，山东济南人，中国流体机械及流体动力工程专家，曾任西安交通大学教授、博士生导师，第七、八届全国政协委员。

## 家庭
父亲苗星垣。